# Église de Riddarholmen
L’église de Riddarholmen (en suédois: Riddarholmskyrkan) est une ancienne abbaye de la ville de Stockholm. Située sur l'île de Riddarholmen, au cœur de la vieille ville (Gamla stan), elle est la nécropole des souverains suédois. Le sanctuaire abrite ainsi les tombeaux de la majorité des rois, reines, princes et princesses de Suède du XVIIe au XXe siècle. Depuis 1922, la famille royale suédoise a choisi un autre lieu d'inhumation : le cimetière royal d'Haga.

## Historique
La première pierre de cette vaste église abbatiale est posée en 1270, sous le règne du roi Magnus Ladulås (lequel est inhumé dans l'église). Quinze ans sont nécessaires à l'achèvement du complexe abbatial qui s'étend alors sur la majeure partie de l'île de Gråmunkeholmen (l'ancien nom de l'île de Riddarholmen). L'abbaye demeure prospère jusqu'à ce que les idées de la Réforme atteignent le pays : en 1527, les moines sont contraints de quitter leur monastère. Peu de temps après, l'église est convertie en temple protestant.
Une flèche dessinée par le sculpteur et architecte flamand Guillaume Boyen est adjointe à l'édifice au XVIe siècle. Frappée par la foudre le 28 juillet 1835, celle-ci s'embrase et est remplacée par l'actuelle flèche en béton et en fer. 
Si l'église conserve l'essentiel de ses dispositions d'origine (nef unique en brique typique de l'architecture scandinave médiévale), des chapelles ont été ajoutées ultérieurement. La plus récente fut construite en 1858 pour les souverains de la dynastie des Bernadotte. Elle abrite notamment le sarcophage en porphyre du fondateur de la dynastie, Jean-Baptiste Bernadotte, devenu roi sous le nom de Karl XIV Johan, qui dut être acheminé en traîneau depuis l'atelier où il fut réalisé, non loin de la ville d'Älvdalen, au nord du pays. 
À l'intérieur de l'église, les murs conservent par ailleurs les armes de nombre de chevaliers de l'ordre des Séraphins (Kungliga Serafimerorden), institution créée par le roi Frédéric Ier en 1748. Parmi les plus célèbres, notons ainsi Charles de Gaulle, Nelson Mandela, Hailé Sélassié, Farouk Ier d'Égypte ou Julius Nyerere.

## Galerie d'images de l'église

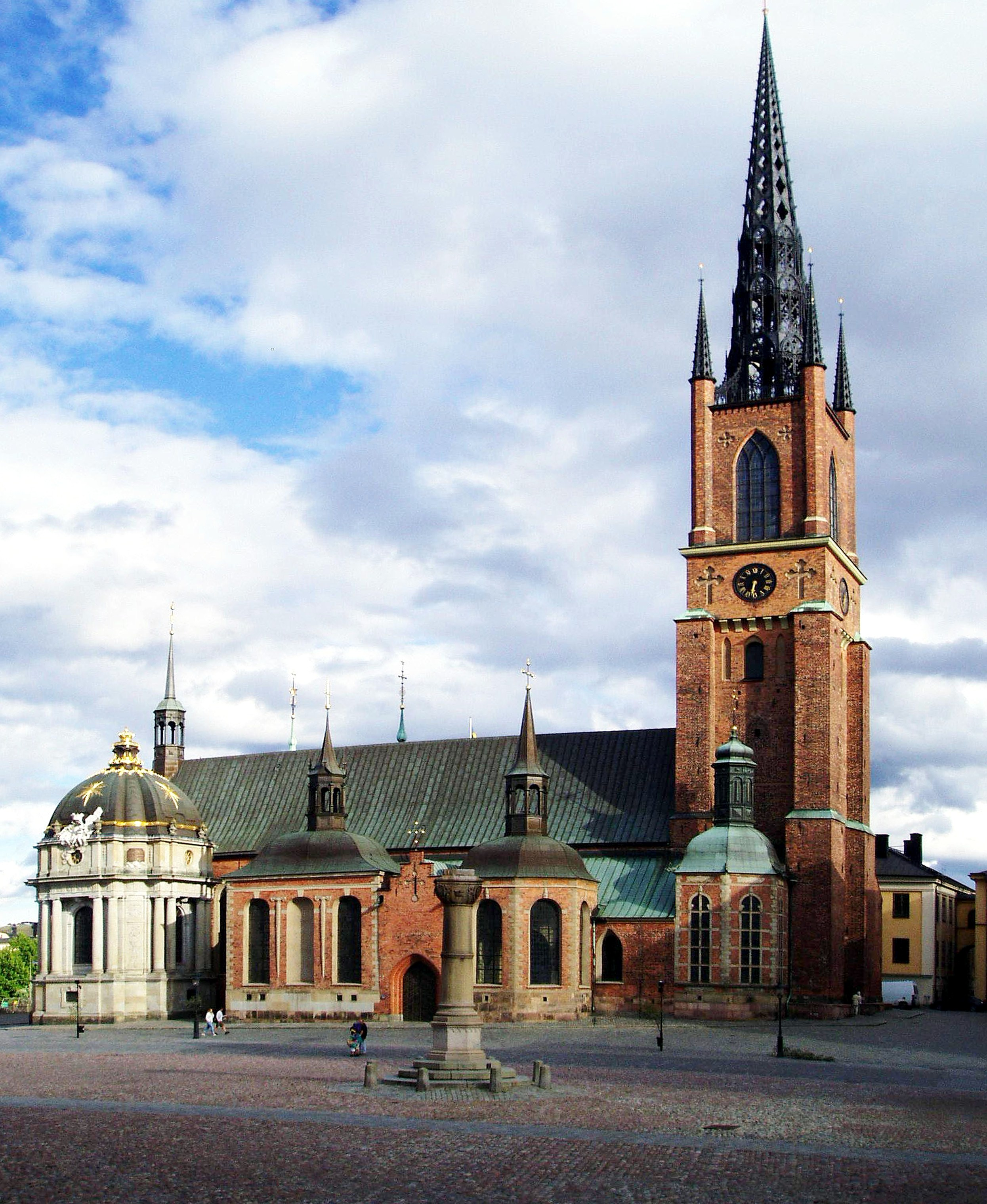
L'église de Riddarholmen.
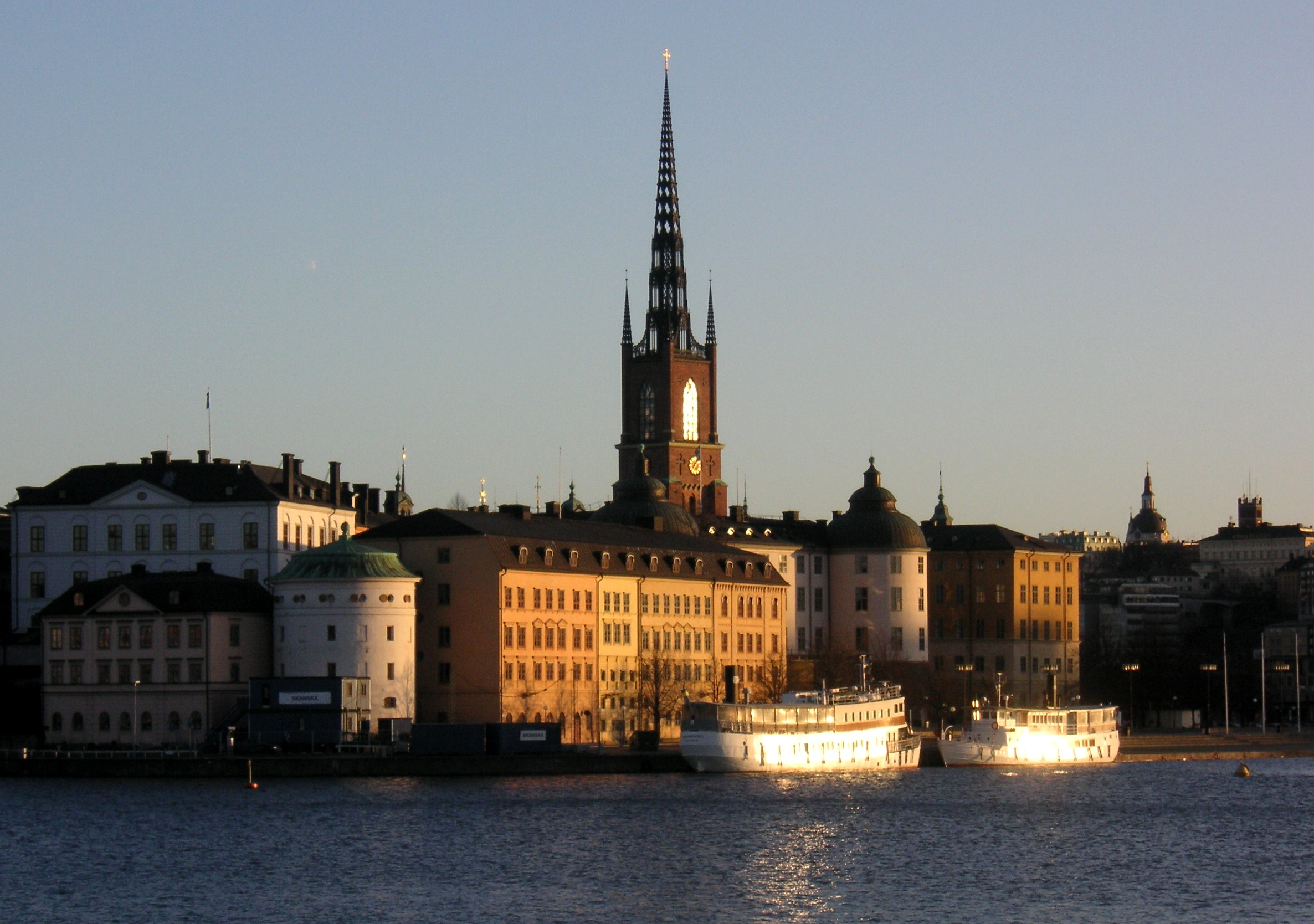
L'église de Riddarholmen vue depuis l'hôtel de ville de Stockholm.
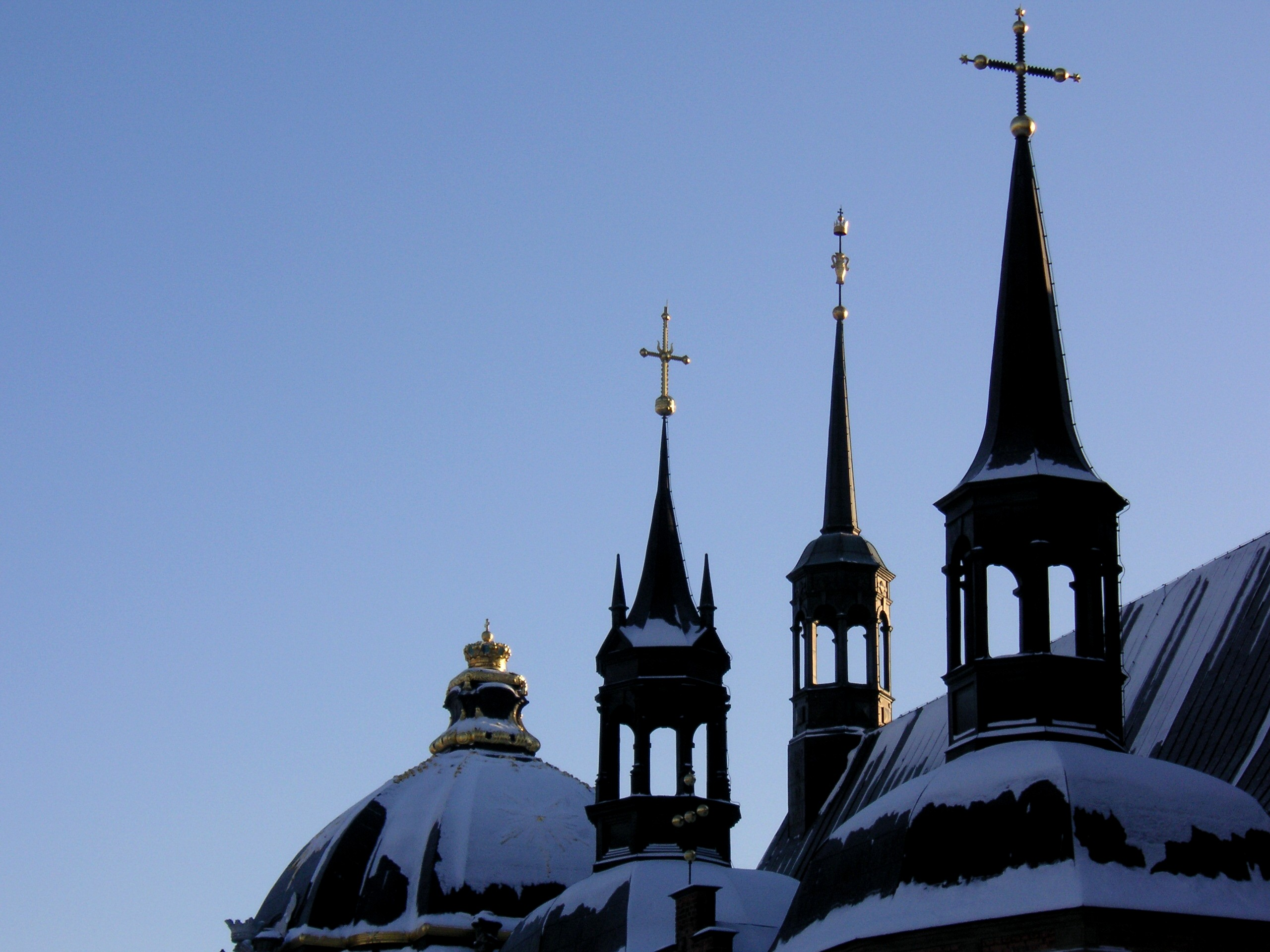
Clochetons au-dessus des chapelles latérales.
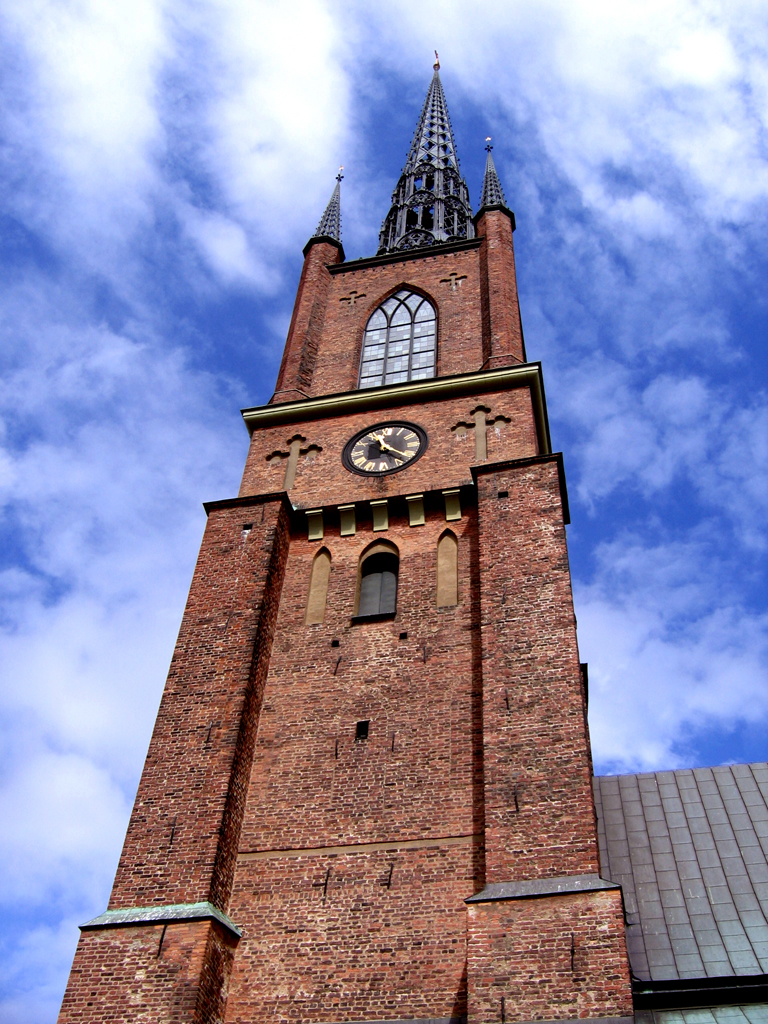
Clocher.
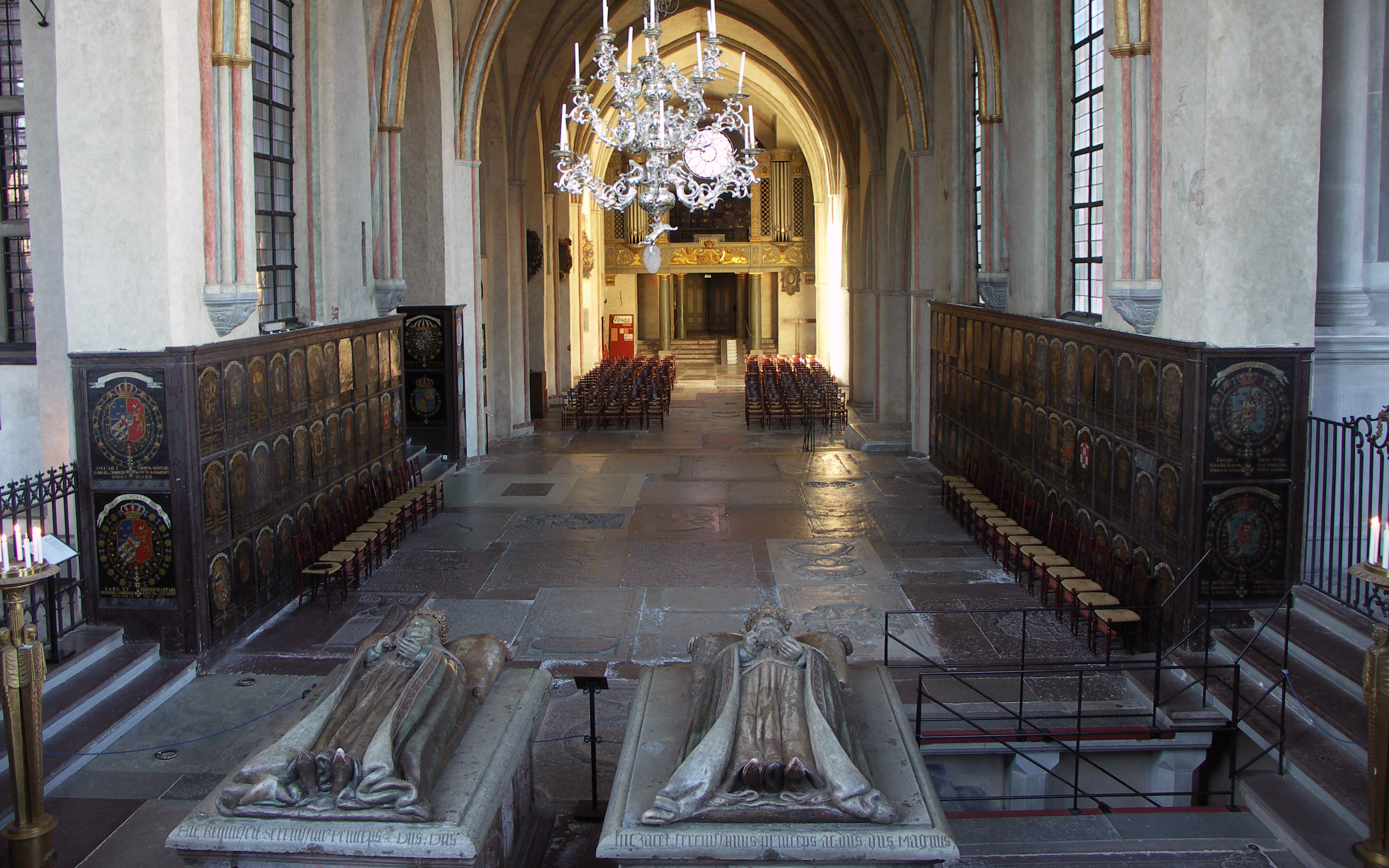
Intérieur de l'église de Riddarholmen au niveau du chœur.

## Nécropole royale
La nécropole comprend plusieurs membres de la famille royale suédoise, dont 17 souverains régnants. Leurs tombeaux ont été installés dans le chœur de l'église et dans trois chapelles principales : les chapelles Gustave Adolphe, Caroline et Bernadotte.

### Chœur de l'église
Devant l'autel de l'église se trouvent les tombeaux de deux rois médiévaux : 
1. Magnus III de Suède, roi de Suède (1240 - 18 décembre 1290) (fils de Birger Jarl et d'Ingeburg de Suède) ;
2. Helwig de Holstein, reine consort de Suède (vers 1260 - 1324)  (épouse de Magnus III de Suède) ;
3. Charles VIII de Suède, roi de Suède et de Norvège (5 octobre 1409 - 15 mai 1470) (fils de Knut Tordsson Bonde et de Margareta Karlsdotter).

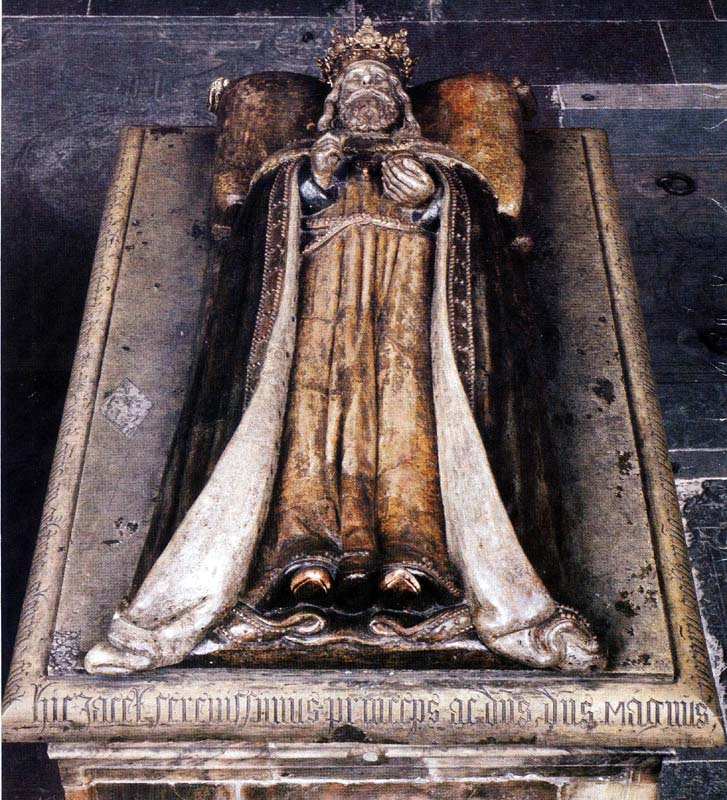
Tombeau de Magnus III de Suède.
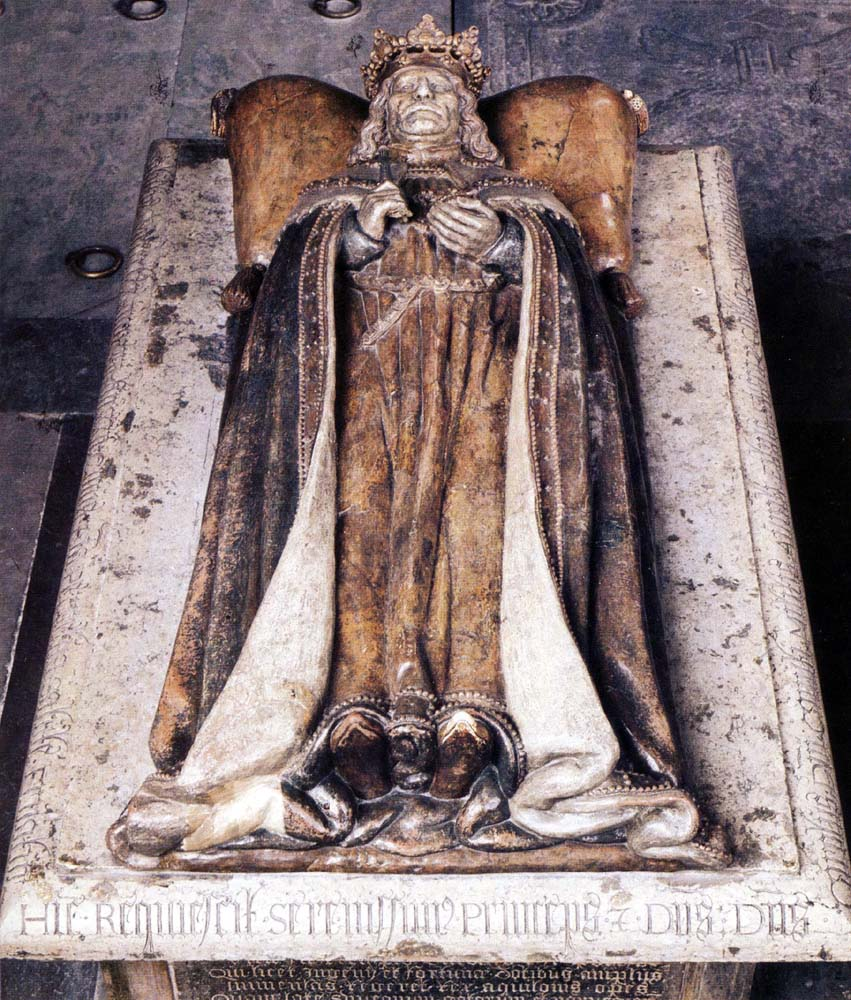
Tombeau de Charles VIII de Suède.

### Chapelle Gustave-Adolphe

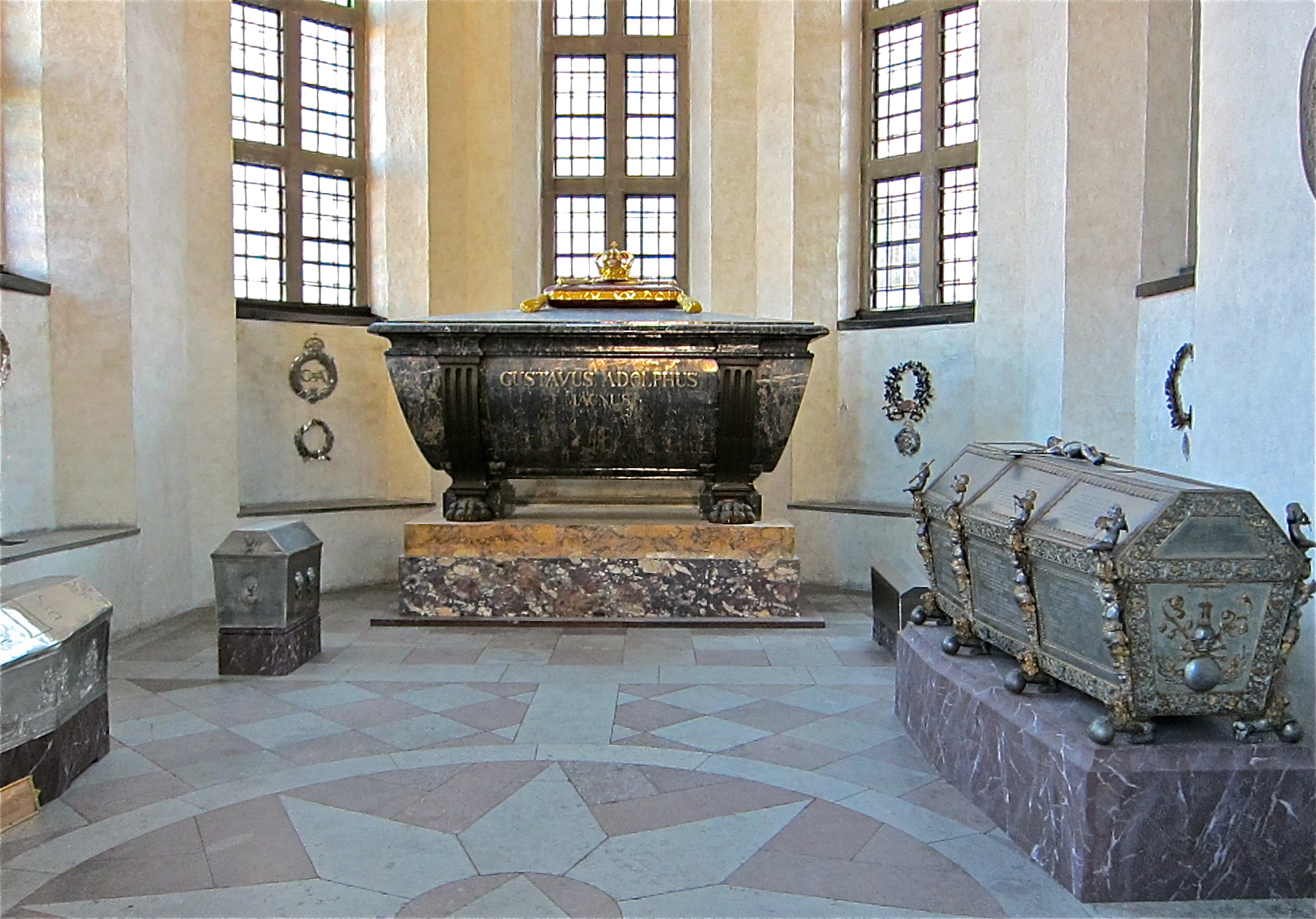
Vue de la chapelle Gustave-Adolphe.

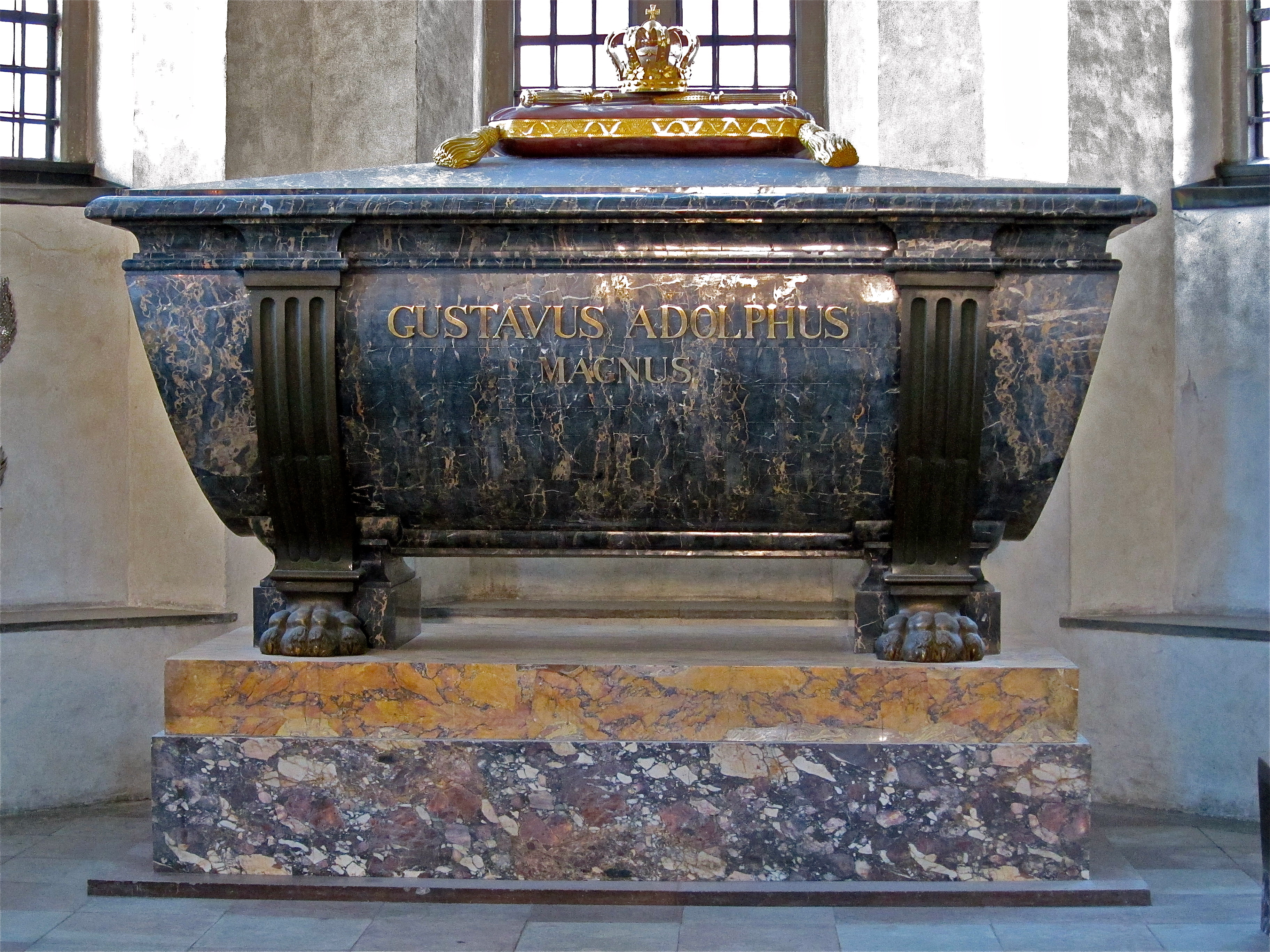
Tombeau de Gustave II Adolphe de Suède.

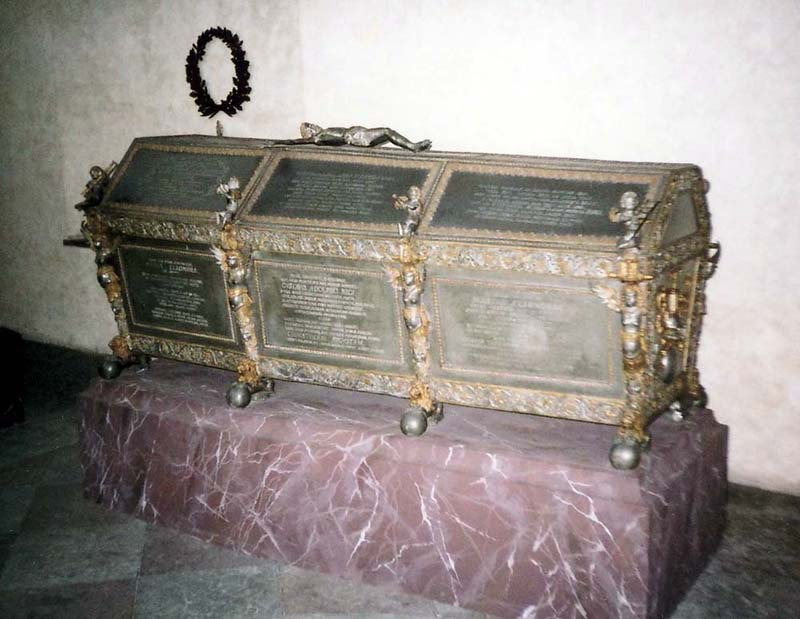
Tombeau de Marie-Éléonore de Brandebourg.

Dans la chapelle se trouvent les cercueils de la famille de Gustave II Adolphe, inhumé dans un somptueux tombeau en marbre d'Italie.
1. Agnès de Holstein-Gottorp, (20 décembre 1578 - 13 avril 1627) (fille d'Adolphe de Holstein-Gottorp et de Christine de Hesse, sœur de Christine de Holstein-Gottorp)
2. Gustave II Adolphe, roi de Suède (19 décembre 1594 - 16 novembre 1632) (fils de Charles IX de Suède et de Christine de Holstein-Gottorp)
3. Marie-Éléonore de Brandebourg, reine consort de Suède (11 novembre 1599 - 28 mars 1655) (épouse de Gustave II Adolphe de Suède)
4. Princesse sans nom (fille mort-née le 24 juillet 1621) (fille de Gustave II Adolphe de Suède et de Marie-Éléonore de Brandebourg)
5. Christine Auguste de Suède, princesse de Suède (16 octobre 1623 - 21 septembre 1624) (fille de Gustave II Adolphe et de Marie-Éléonore de Brandebourg)
6. Prince sans nom (fils mort-né en mai 1625) (fils de Gustave II Adolphe de Suède et de Marie-Éléonore de Brandebourg)

Dans une crypte située juste en dessous se trouvent les tombeaux d'autres souverains suédois et de membres de la famille royale :
1. Adolphe-Frédéric, roi de Suède (14 mai 1710 - 12 février 1771) (fils de Christian-Auguste de Holstein-Gottorp)
2. Louise-Ulrique de Prusse, reine consort de Suède (24 juillet 1720 - 16 juillet 1782) (épouse d'Adolphe Frédéric de Suède)
3. Frédéric-Adolphe, prince de Suède (18 juillet 1750 - 12 décembre 1803) (fils d'Adolphe Frédéric et de Louise-Ulrique de Prusse)
4. Sophie-Albertine, princesse de Suède (8 octobre 1753 – 17 mars 1829) (fille d'Adolphe Frédéric et de Louise-Ulrique de Prusse)
5. Gustave III, roi de Suède (24 janvier 1746 - 29 mars 1792) (fils d'Adolphe Frédéric et de Louise-Ulrique de Prusse)
6. Sophie-Madeleine de Danemark, reine consort de Suède (3 juin 1746 - 21 août 1813) (épouse de Gustave III)
7. Charles-Gustave, prince de Suède, duc de Smaland (25 août 1782 - 23 mars 1783) (fils de Gustave III et de Sophie-Madeleine de Danemark)
8. Gustave IV Adolphe, roi de Suède (1er novembre 1778 - 7 février 1837) (fils de Gustave III et de Sophie-Madeleine de Danemark)  Inhumé dans une église de Saint-Gall en Suisse, il fut ré-inhumé en 1884 dans la nécropole royale à la demande d'Oscar II de Suède
9. Gustave de Vasa, prince héritier de Suède, prince de Vasa (9 novembre 1799 - 5 août 1877) (fils de Gustave IV Adolphe et de Frédérique de Bade)  Inhumé dans une église d'Eutin en Allemagne, il fut ré-inhumé en 1884 dans la nécropole royale à la demande d'Oscar II de Suède
10. Louis, prince de Suède (3 février 1832 - 17 février 1832)  (fils de Gustave de Suède et de Louise de Bade, petit-fils de Gustave IV Adolphe et de Frédérique de Bade)  Inhumé dans une église d'Eutin en Allemagne, il fut ré-inhumé en 1884 dans la nécropole royale à la demande d'Oscar II de Suède
11. Charles-Gustave, prince de Suède (2 décembre 1802 - 10 septembre 1805) (fils de Gustave IV Adolphe et de Frédérique de Bade)
12. Charles XIII, roi de Suède et de Norvège (7 octobre 1748 - 5 février 1818) (fils d'Adolphe Frédéric et de Louise-Ulrique de Prusse)
13. Hedwige-Élisabeth-Charlotte de Schleswig-Holstein-Gottorp, reine consort de Suède et de Norvège (22 mars 1759 - 20 juin 1818) (épouse de Charles XIII)
14. Louise-Hedwige, princesse de Suède (Mort-née le 2 juillet 1797) (fille de Charles XIII et d'Hedwige-Élisabeth-Charlotte de Schleswig-Holstein-Gottorp)
15. Charles-Adolphe, prince de Suède (4 juillet 1798 - 10 juillet 1798) (fils de Charles XIII et d'Hedwige-Élisabeth-Charlotte de Schleswig-Holstein-Gottorp)
16. Charles-Auguste, prince héritier de Suède (9 juillet 1768 - 28 mai 1810) (fils de Frédéric-Christian Ier de Schleswig-Holstein-Sonderbourg-Augustenbourg et de Charlotte de Schleswig-Sonderbourg-Plön, fils adoptif de Charles XIII)

### Chapelle Caroline

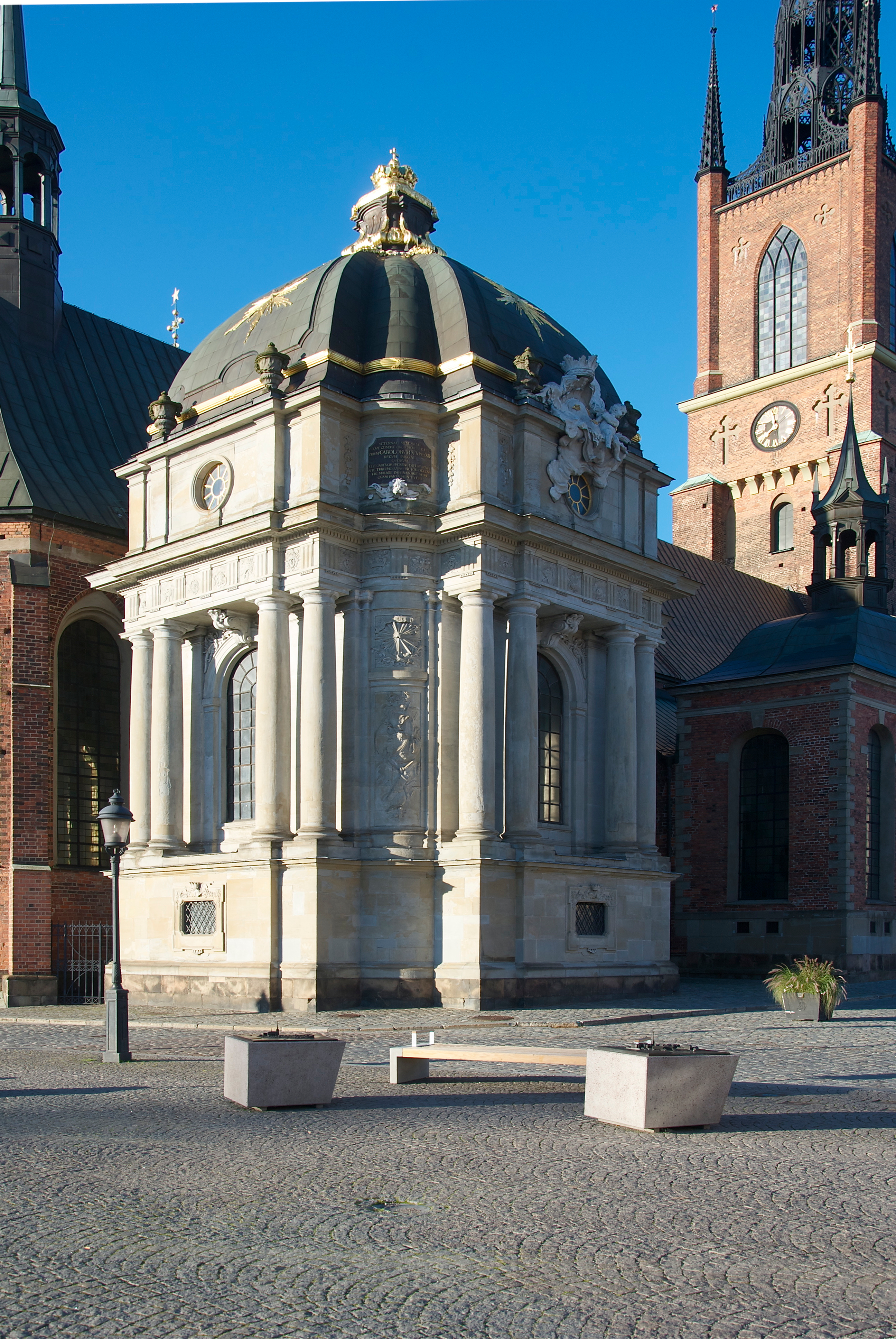
Vue extérieure de la chapelle Caroline.

Conçue par Nicodème Tessin l'Ancien et construite en grès gris à partir de 1671, elle fut achevée par Carl Hårleman en 1743. On y trouve les tombeaux de trois souverains, le premier de marbre noir et les deux autres en marbre vert de Suède :
1. Charles XII de Suède, roi de Suède (27 juin 1682 - 11 décembre 1718) (fils de Charles XI de Suède et d'Ulrique-Éléonore de Danemark)
2. Ulrique-Éléonore de Suède, reine puis reine consort de Suède (23 février 1688 - 24 novembre 1741) (fille de Charles XI de Suède et d'Ulrique-Éléonore de Danemark)
3. Frédéric Ier de Suède, roi de Suède (23 avril 1676 - 25 mars 1751) (époux d'Ulrique-Éléonore de Suède)

Dans une crypte située juste en dessous se trouvent les tombeaux d'autres souverains suédois et de membres de la famille royale :
1. Charles X Gustave de Suède, roi de Suède (8 novembre 1622 - 13 février 1660) (fils de Jean-Casimir de Deux-Ponts-Kleeburg et de Catherine Vasa)
2. Hedwige-Éléonore de Holstein-Gottorp, reine consort de Suède (23 octobre 1636 - 24 novembre 1715) (épouse de Charles X Gustave de Suède)
3. Charles XI de Suède, roi de Suède (24 novembre 1655 - 5 avril 1697) (fils de Charles X Gustave de Suède et d'Hedwige-Éléonore de Holstein-Gottorp)
4. Ulrique-Éléonore de Danemark, reine consort de Suède (11 septembre 1656 - 26 juillet 1693) (épouse de Charles XI de Suède)
5. Edwige-Sophie de Suède, princesse de Suède (26 juin 1681 - 22 décembre 1708) (fille de Charles XI de Suède et d'Ulrique-Éléonore de Danemark)
6. Gustave de Suède, prince de Suède (1683 - 1685) (fils de Charles XI de Suède et d'Ulrique-Éléonore de Danemark)
7. Ulrik de Suède, prince de Suède (22 juillet 1684 - 29 mai 1685) (fils de Charles XI de Suède et d'Ulrique-Éléonore de Danemark)
8. Frédéric de Suède, prince de Suède (1685 - 1685) (fils de Charles XI de Suède et d'Ulrique-Éléonore de Danemark)
9. Charles Gustave de Suède, prince de Suède (1686 - 1687) (fils de Charles XI de Suède et d'Ulrique-Éléonore de Danemark)

Tombeau de Charles XII de Suède.
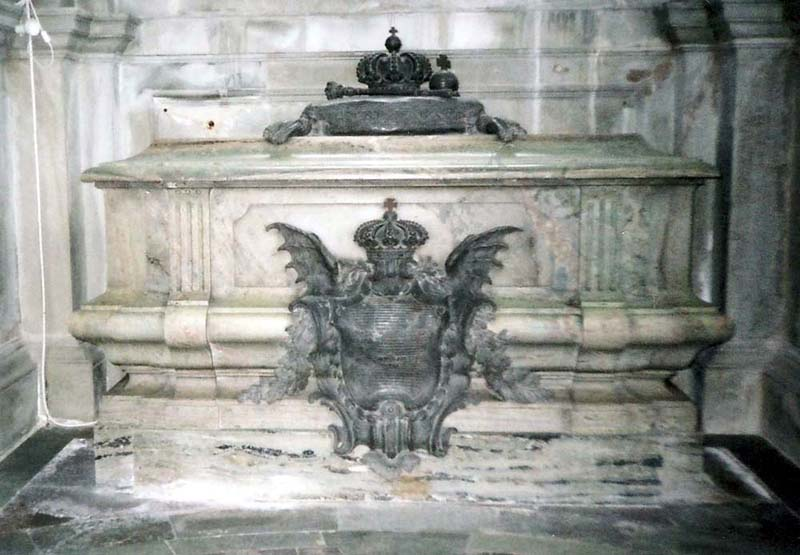
Tombeau d'Ulrique-Éléonore de Suède.
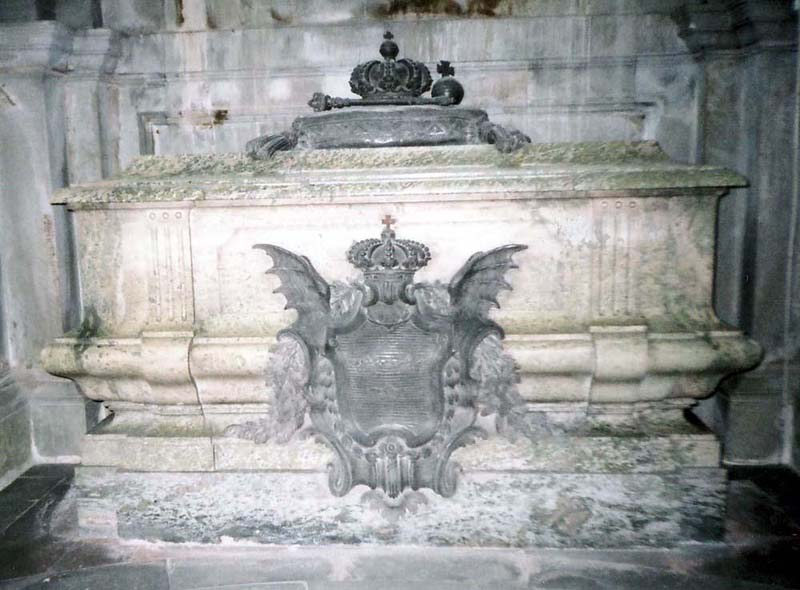
Tombeau de Frédéric Ier de Suède.
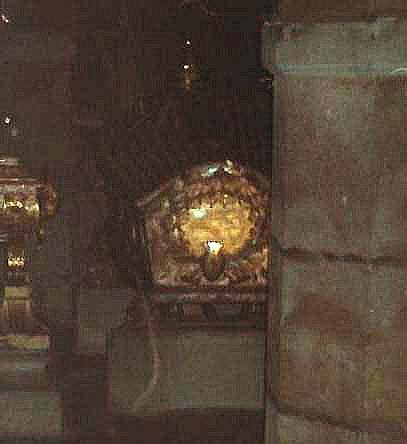
Tombeau de Charles X Gustave de Suède.
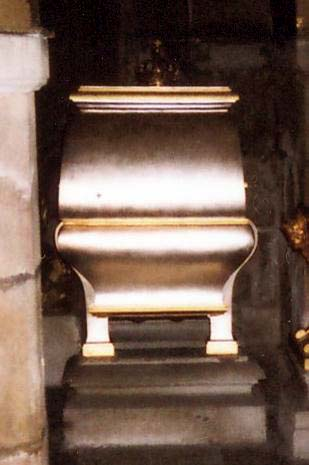
Tombeau d'Hedwige-Éléonore de Holstein-Gottorp.
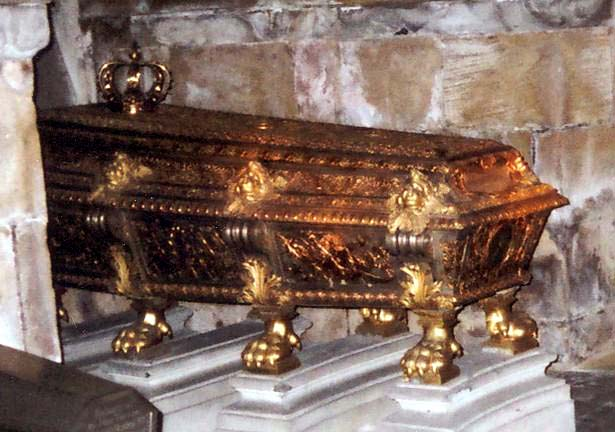
Tombeau de Charles XI de Suède.
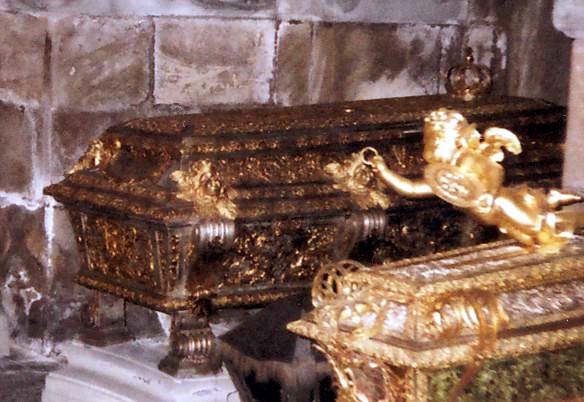
Tombeau d'Ulrique-Éléonore de Danemark.

### Chapelle Bernadotte
Elle fut conçue par Fredrik Wilhelm Scholander et construite de 1858 à 1860. On y trouve les tombeaux des rois et reines de la dynastie Bernadotte jusqu'à Gustave V de Suède. 
1. Charles XIV Jean de Suède, Roi de Suède et de Norvège (26 janvier 1763 - 8 mars 1844) (Fils d'Henri Bernadotte et de Jeanne de Saint-Jean)
2. Désirée Clary, Reine consort de Suède et de Norvège (8 novembre 1777 - 17 décembre 1860) (Fille de François Clary et de Françoise Rose Clary, Épouse de Charles XIV Jean de Suède)
3. Oscar Ier de Suède, Roi de Suède et de Norvège (4 juillet 1799 - 8 juillet 1859) (Fils de Charles XIV Jean de Suède et de Désirée Clary)
4. Joséphine de Leuchtenberg, Reine consort de Suède et de Norvège (14 mars 1807 - 7 juin 1876) (Fille d'Eugène de Beauharnais et d'Augusta-Amélie de Bavière, Épouse d'Oscar Ier de Suède)
5. Charles XV de Suède, Roi de Suède et de Norvège (3 mai 1826 - 18 septembre 1872) (Fils d'Oscar Ier de Suède et de Joséphine de Leuchtenberg)
6. Louise des Pays-Bas, Reine consort de Suède et de Norvège (5 août 1828 - 30 mars 1871) (Fille de Frédéric des Pays-Bas et de Louise de Prusse, Épouse de Charles XV de Suède)
7. Oscar II de Suède, Roi de Suède et de Norvège (21 janvier 1829 - 8 décembre 1907) (Fils d'Oscar Ier de Suède et de Joséphine de Leuchtenberg)
8. Sophie de Nassau, Reine consort de Suède et de Norvège (9 juillet 1836 - 30 décembre 1913) (Fille de Guillaume de Nassau et de Pauline de Wurtemberg, Épouse d'Oscar II de Suède)
9. Gustave V de Suède, Roi de Suède (16 juin 1858 - 29 octobre 1950) (Fils d'Oscar II de Suède et de Sophie de Nassau)
10. Victoria de Bade, Reine consort de Suède (7 août 1862 - 4 avril 1930) (Fille de Frédéric Ier de Bade et de Louise de Prusse, Épouse de Gustave V de Suède)

Dans une crypte sous la chapelle se trouvent d'autres membres de la dynastie :
1. Gustave de Suède, Duc d'Uppland (18 juin 1827 - 24 septembre 1852) (Fils d'Oscar Ier de Suède et de Joséphine de Leuchtenberg)
2. Eugenie de Suède, Princesse de Suède et de Norvège (24 avril 1830 - 24 avril 1889) (Fille d'Oscar Ier de Suède et de Joséphine de Leuchtenberg )
3. Auguste de Suède, Duc de Dalécarlie (24 août 1831 - 4 mars 1873) (Fils d'Oscar Ier de Suède et de Joséphine de Leuchtenberg)
4. Thérèse de Saxe-Altenbourg, Duchesse de Dalécarlie (21 décembre 1836 - 9 novembre 1914) (Fille d'Édouard de Saxe-Altenbourg et d'Amélie de Hohenzollern-Sigmaringen, Épouse d'Auguste de Suède)
5. Charles-Oscar de Suède, Duc de Södermanland (14 décembre 1852 - 13 mars 1854) (Fils de Charles XV de Suède et de Louise des Pays-Bas)
6. Erik de Suède, Duc de Västmanland (20 avril 1889 - 20 septembre 1918) (Fils de Gustave V de Suède et de Victoria de Bade)

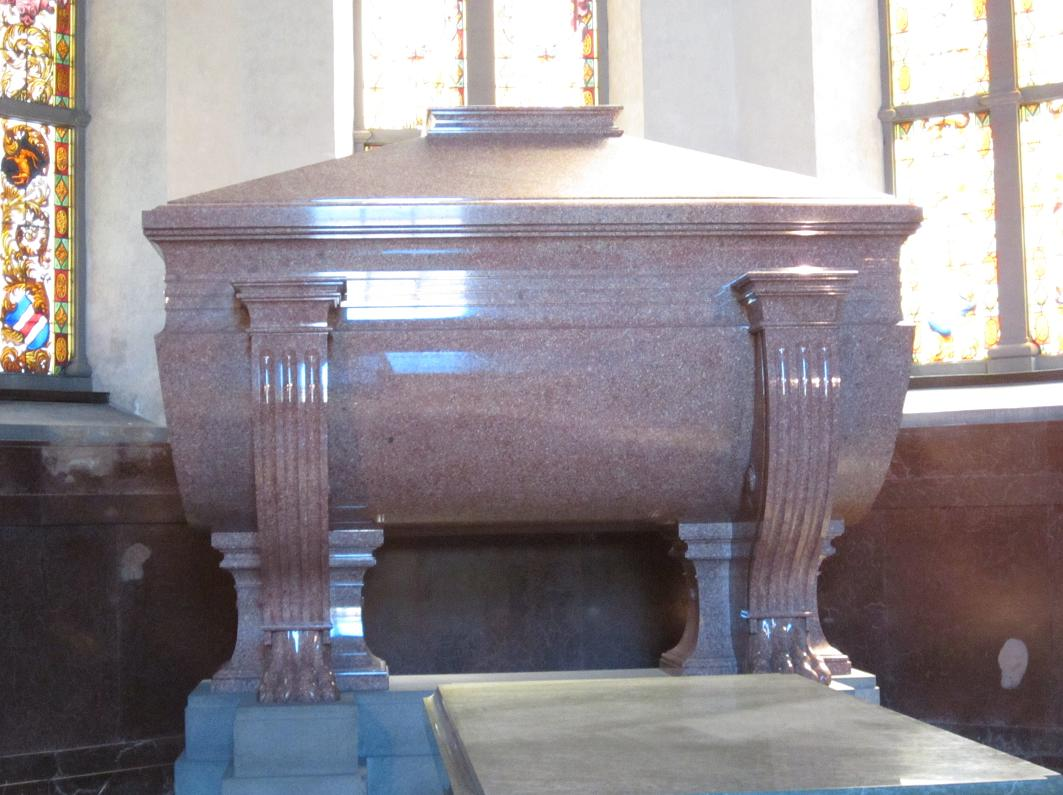
Tombeau de Charles XIV Jean de Suède.
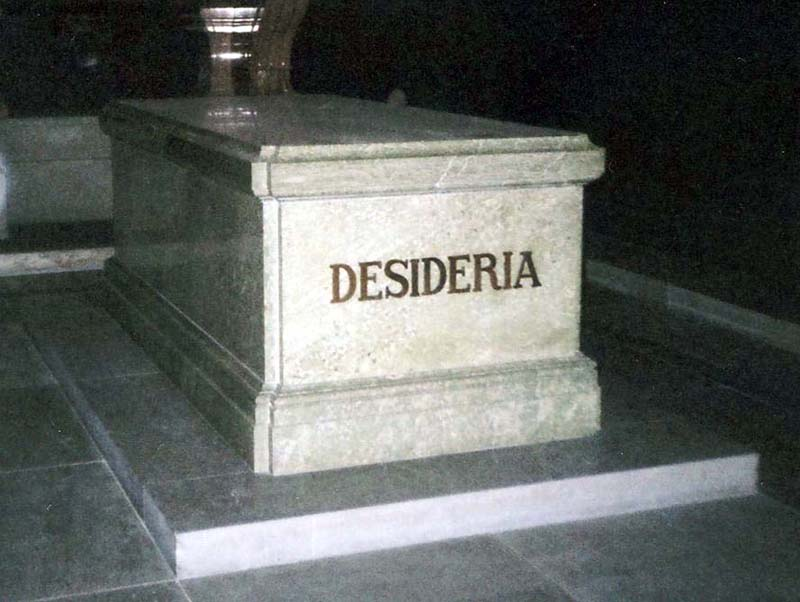
Tombeau de Désirée Clary.
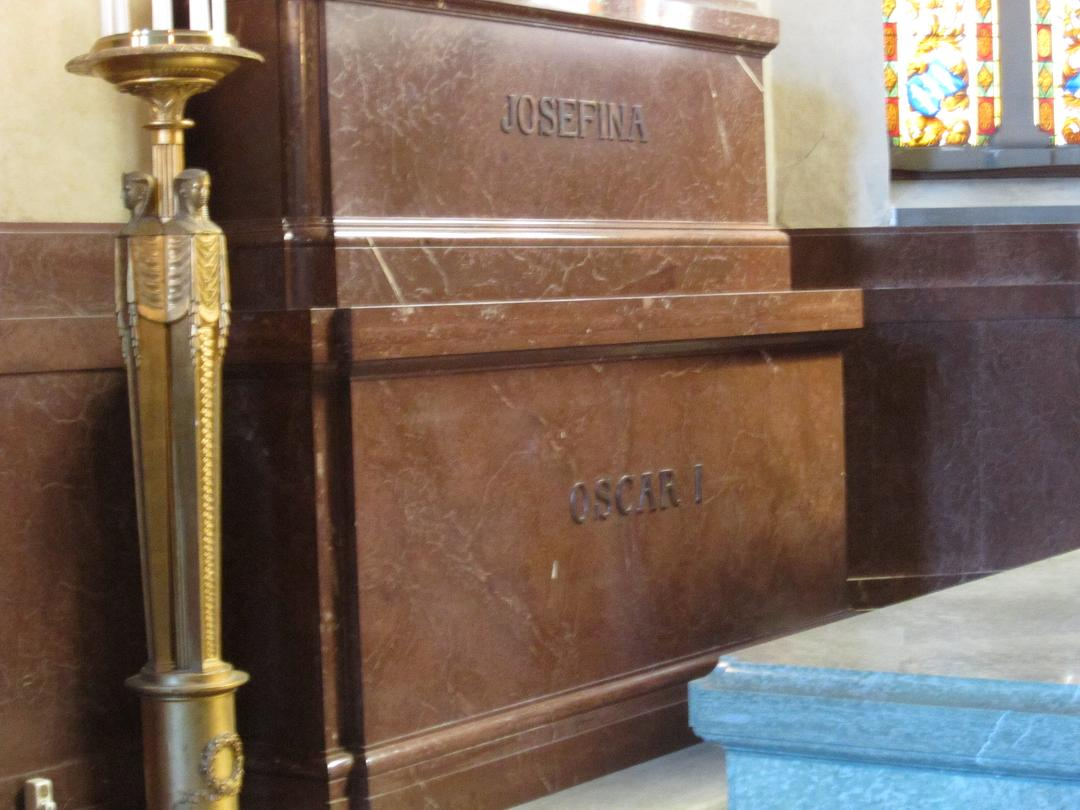
Tombeaux d'Oscar Ier de Suède (en bas) et de Joséphine de Leuchtenberg (en haut).
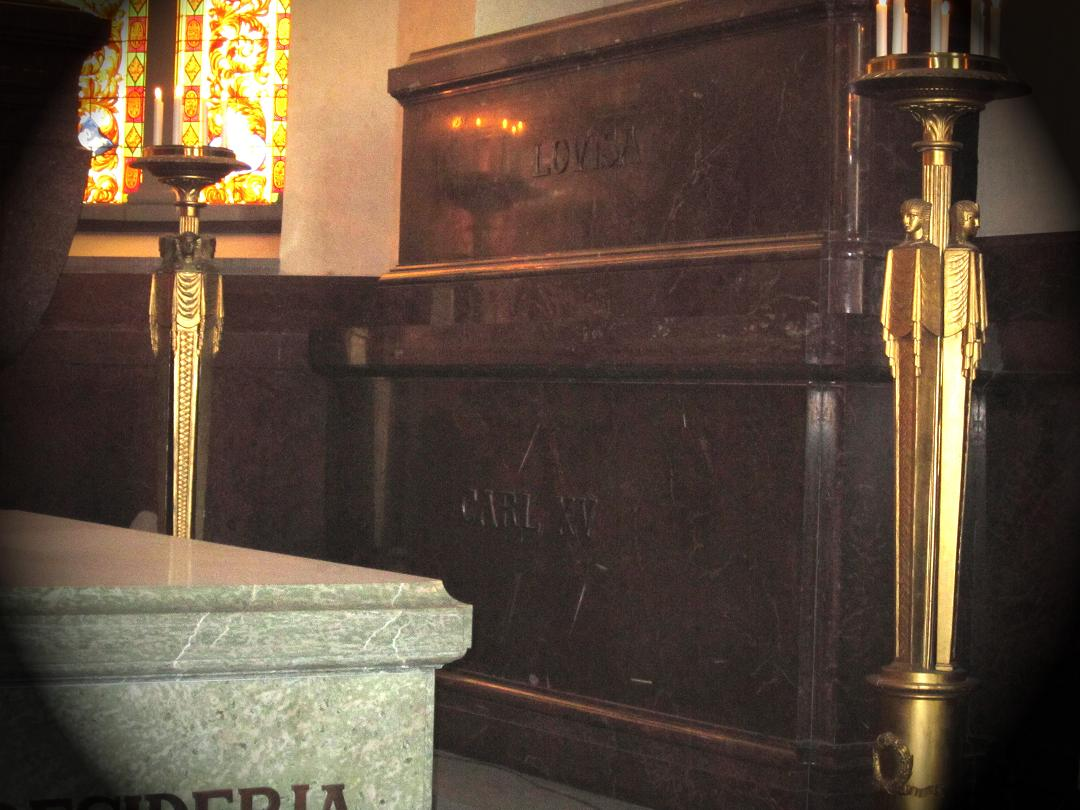
Tombeaux de Charles XV de Suède (en bas) et de Louise des Pays-Bas (en haut).
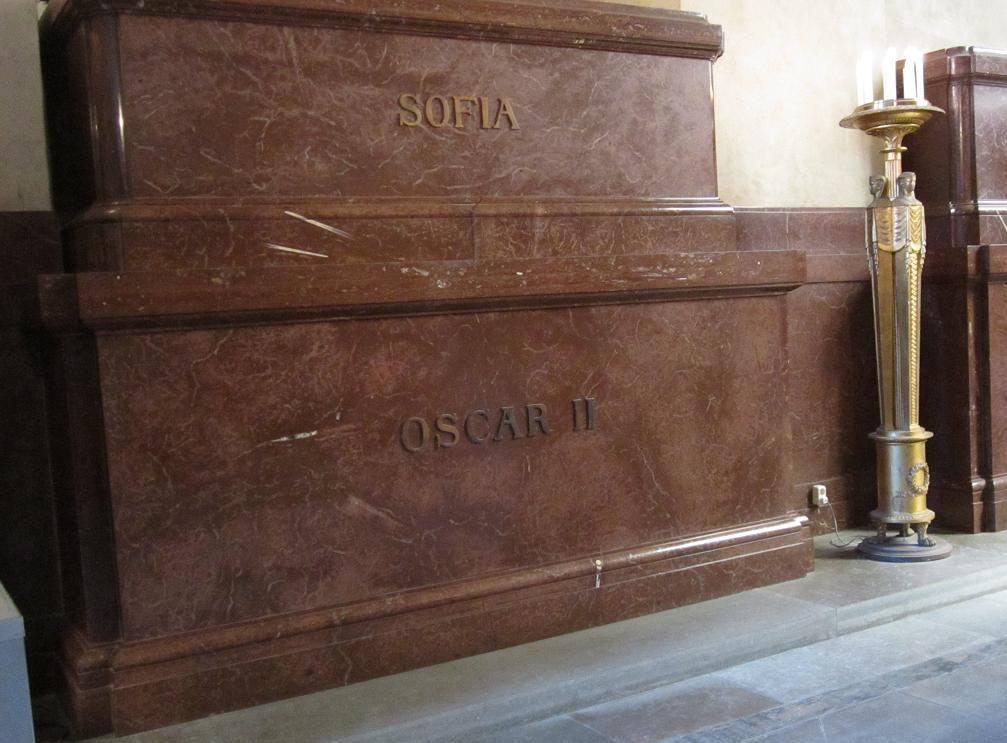
Tombeaux d'Oscar II de Suède (en bas) et de Sophie de Nassau (en haut).
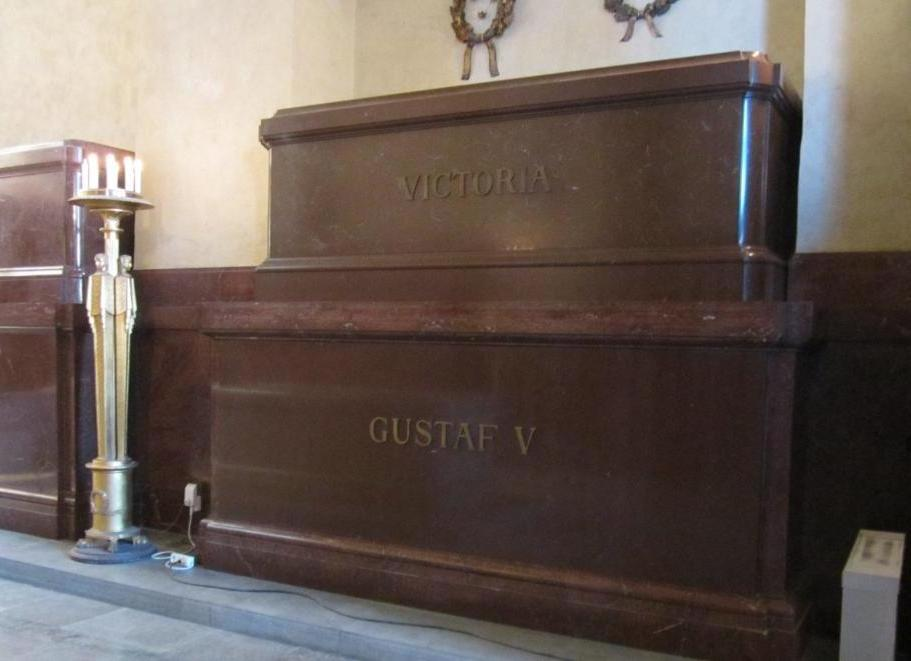
Tombeaux de Gustave V de Suède (en bas) et de Victoria de Bade (en haut).
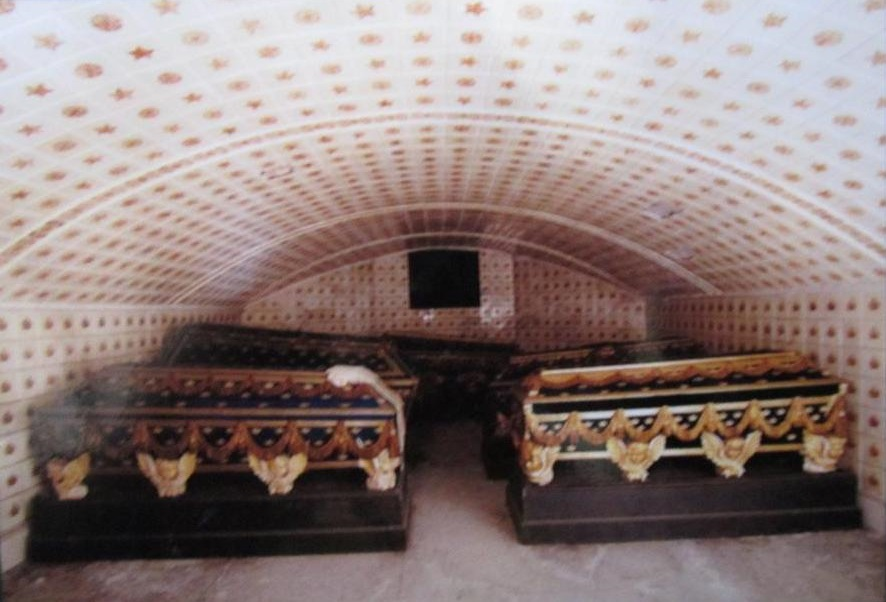
Vue de la crypte sous la chapelle Bernadotte.

### Autres personnes inhumées
1. Gustave Gustavsson de Vasaborg, 1er comte de Nystad (24 avril 1616 - 25 octobre 1653) (fils illégitime de Gustave II Adolphe de Suède et de Margareta Slots)  Inhumé dans la chapelle Vasaborg

## Personnes inhumées dans un autre lieu
Des règnes de Gustave II Adolphe de Suède à Gustave V de Suède, tous les souverains suédois et leurs épouses furent inhumés dans l'église de Riddarholmen. Seules une reine et une reine consort ont été inhumées ailleurs : 
1. Christine de Suède, reine de Suède (18 décembre 1626 - 19 avril 1689) (fille de Gustave II Adolphe de Suède et de Marie-Éléonore de Brandebourg)  Inhumée dans la nécropole papale de la basilique Saint-Pierre à Rome
2. Frédérique de Bade, reine consort de Suède (12 mars 1781 - 25 septembre 1826) (épouse de Gustave IV Adolphe de Suède)  Inhumée dans la crypte de l'église abbatiale Saint-Michel à Pforzheim en Allemagne